# Старий Цешин
Старий Цешин (пол. Stary Cieszyn, нім. Alt Teschen) — село в Польщі, у гміні Ґодково Ельблонзького повіту Вармінсько-Мазурського воєводства.
Населення — 32 особи (2011).
У 1975-1998 роках село належало до Ельблонзького воєводства.

## Демографія
Демографічна структура станом на 31 березня 2011 року:
|          | Загалом | Допрацездатний вік | Працездатний вік | Постпрацездатний вік |
| -------- | ------- | ------------------ | ---------------- | -------------------- |
| Чоловіки | 18      | 0                  | 16               | 2                    |
| Жінки    | 14      | 3                  | 7                | 4                    |
| Разом    | 32      | 3                  | 23               | 6                    |